# Rathaus Kirtorf

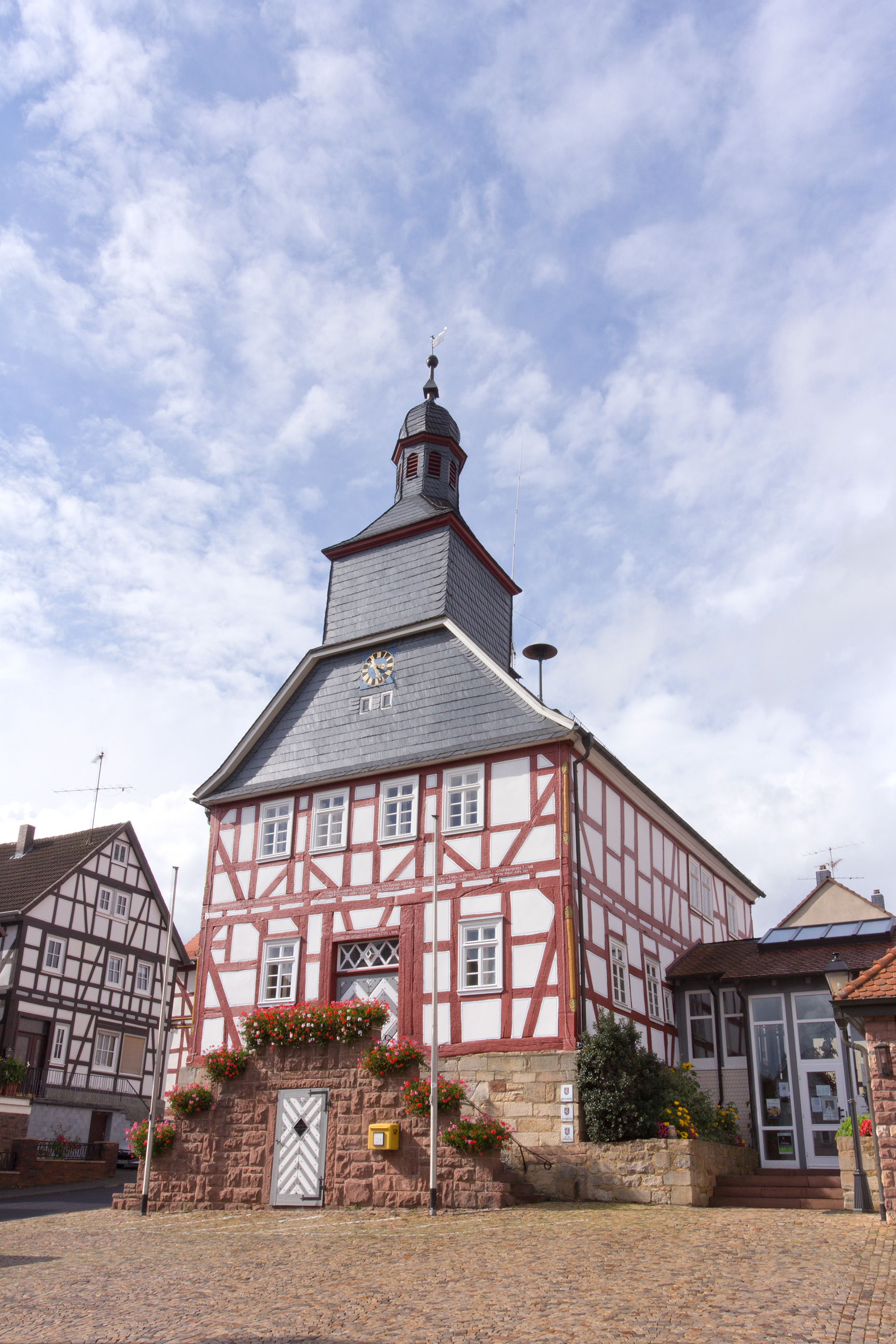
Rathaus in Kirtorf

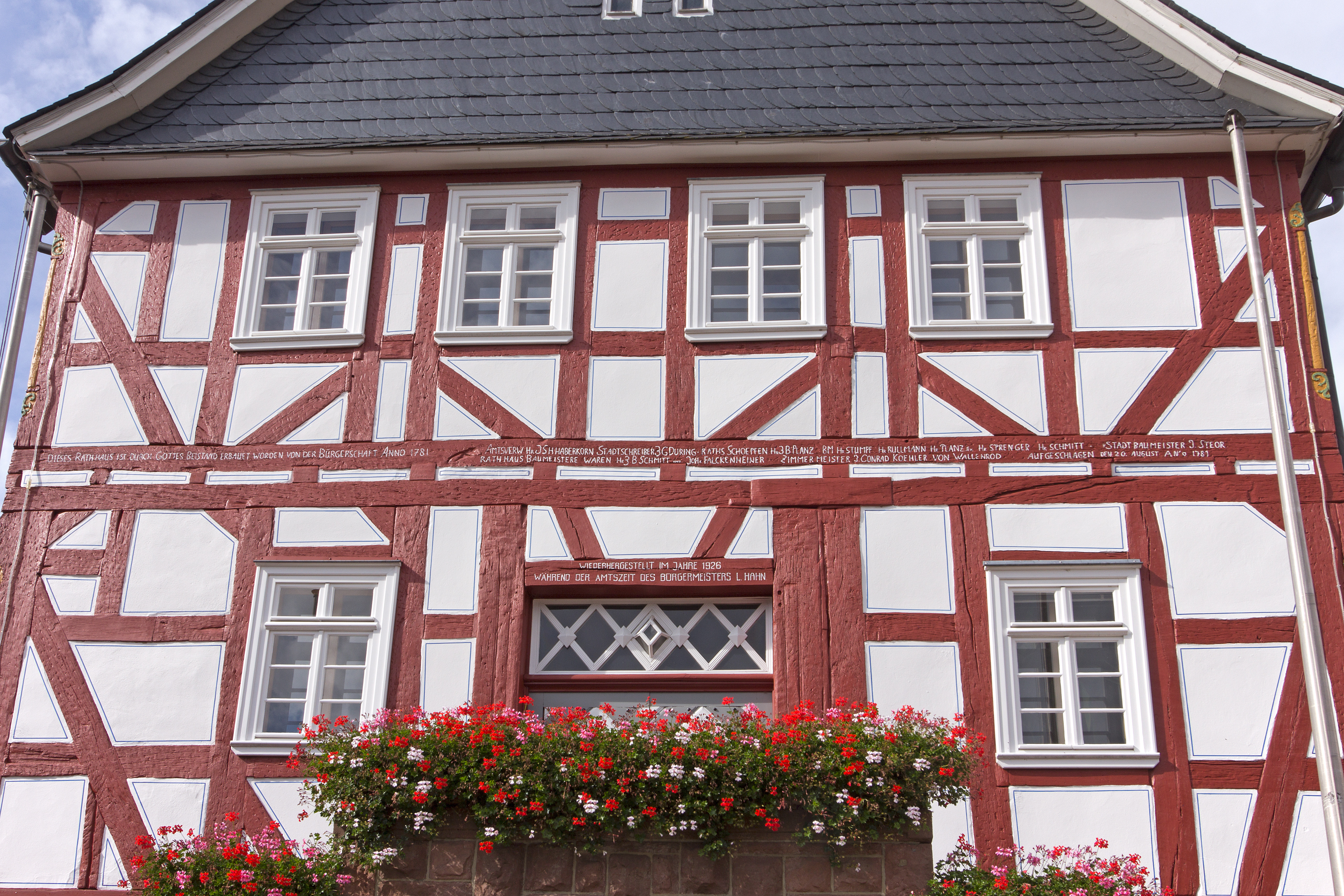
Fassade mit Bauinschrift

Das Rathaus in Kirtorf, einer Stadt im Vogelsbergkreis in Hessen, wurde 1781 errichtet. Das Fachwerkhaus an der Neustädter Straße 10 ist ein geschütztes Baudenkmal.

## Beschreibung
Der zweigeschossige Fachwerkbau auf einem massiven Erdgeschoss wurde von Zimmermeister Johann Conrad Koehler gebaut. Er wurde auf einem Gewölbekeller eines Vorgängerhauses aus dem 16. Jahrhundert errichtet. An der straßenseitigen Giebelfront wurde 1832 eine zweiläufige Freitreppe als Zugang zum Portal angebaut. Es besteht aus zwei Flügeln und besitzt ein Oberlicht. An den Deckenbalken des ersten Geschosses ist eine Bauinschrift angebracht. Die Eckständer sind mit ornamentalen Schnitzereien verziert. An dieser Schauseite sitzt ein viereckiger Dachreiter, der von einer Haube bekrönt wird. Er ist ebenso wie der Giebel verschiefert.